# المرأة في الصحافة
النساء في الصحافة هم النساء اللاتى يشاركن في الصحافة. عندما أصبحت الصحافة مهنة، كانت المرأة مقيّده بالتقاليد للوصول إلى مهن الصحافة، وواجهت تمييزًا كبيرًا داخل المهنة. ومع ذلك، عملت النساء كمحررات ومراسلات ومحللات رياضيات وصحفيين حتى قبل التسعينات من القرن التاسع عشر.

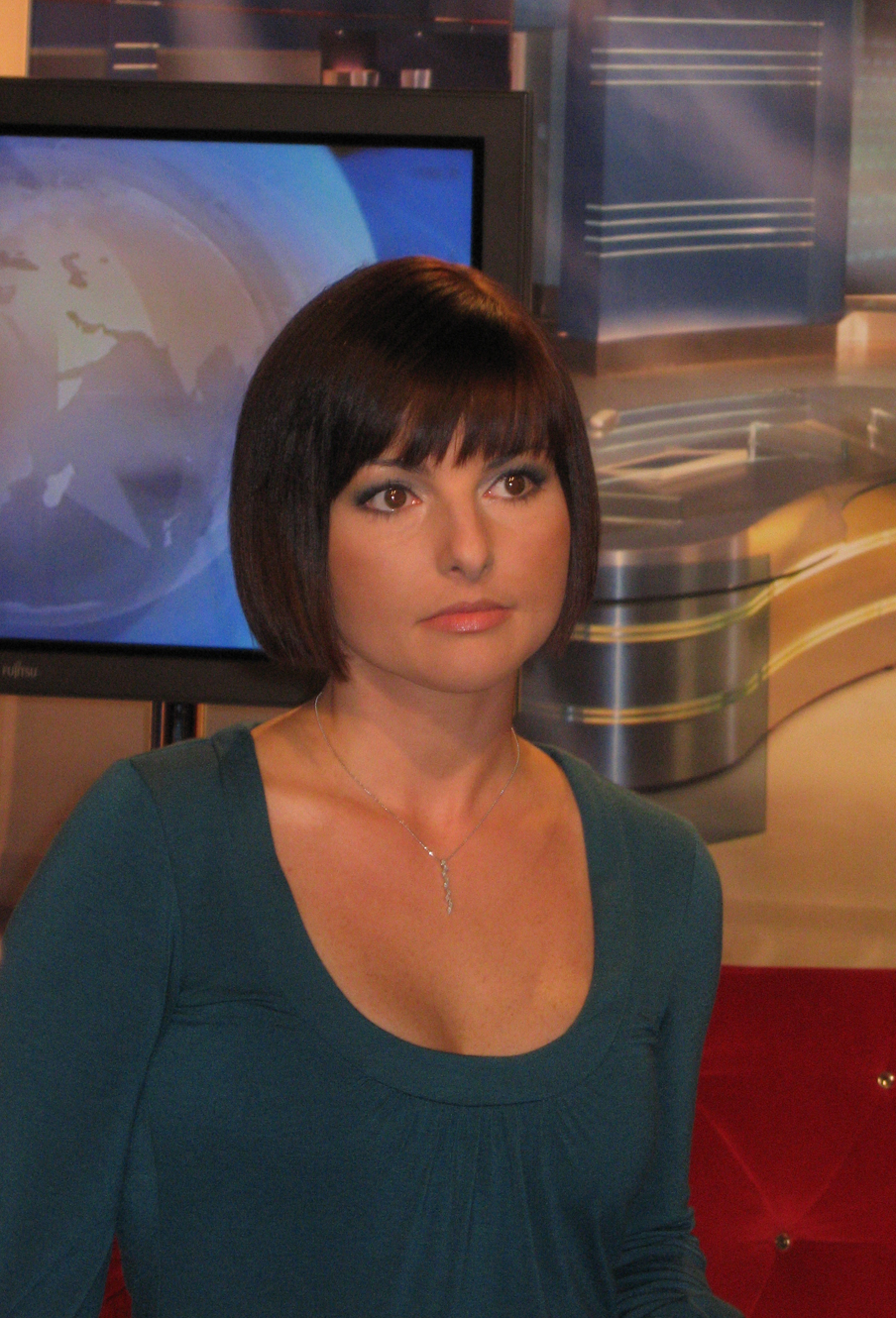
مذيعة أخبار تظهر مباشرة على شاشة التلفزيون في بولندا، 2007

## الأوضاع
تقدم خلال حركة أنا ايضًا عام 2017، عدد من الصحفيات البارزات اللواتي أبلغن عن تعرضهن للتحرش الجنسي في مكان عملهن.
ووفقًا لما قالته لورين وولف، وهي صحفية محققة ومديرة برنامج النساء تحت الحصار التابع لمركز المرأة الإعلامية، فإن الصحفيات يواجهن مخاطر خاصة على زملائهن من الذكور، ومن المرجح أن يتعرضن للمضايقات عبر الإنترنت أو الأعتداء الجنسي خلال أدائهن لعملهن.
وفقًا لتقرير أصدرته لجنة حماية الصحفيين بتاريخ 20 من شهر ديسمبر عام 2017، فإنه في عام 2017، قُتل 42 صحافيًا بسبب عملهم في جميع أنحاء العالم، وكان 19% من هؤلاء الصحفيين إناث. كان هذا أعلى بكثير من المعدل التاريخي البالغ 7% من الصحفيات اللواتي يُقتلن سنويًا بسبب عملهن، مع الأعتراض النظري أن الارتفاع ربما يرجع إلى تعيين النساء بشكل متكرر إلى أماكن خطرة.

## حسب البلد

### كندا
نشرت صوفيا دالتون جريدة باتريوت في ترونتو 1840- 1848، ثم في عام 1851 تمت متابعتها من قِبل ماري هيربرت، التي أصبحت أول امرأة صحفية ناشره في نوفا سكوتيا عندما نشرت مايفلاور أو السيدات أو جريدة السيدات الاكادينية.
تميزت فلورانس ماكلويد هاربر المولودة في كندا بعملها مع المُصور دونالد طومسون الذييغطي كلا من الجبهة الشرقية في الحرب العالمية الأولى وثورة فبراير في سان بطرسبرج عام 1917 لجريدة ليزلي الأسبوعية. كتبها اللاحقة، بلوستين روسيا و «روسيا المنبوذة»، كانت بعض الحسابات الغربية الأولى للأحداث.

### الدنمارك
في الدنمارك، أصبحت النساء محررات في وقت مبكر عن طريق وراثة الأوراق من أزواجهن، وأقدم الأمثلة على ذلك هي صوفي مورسينج، التي ورثت الجريدة الأسبوعية وشينليش سايتونج من زوجها في 1658 وتولت الصحيفة كمحرره، وكاثرين هيك، التي ورثت الصحيفة «الجريدة الأسبوعية الأوروبية» باسم أرملة في السنة التالية - على الرغم من أنها معروفة، مع ذلك، فإن هؤلاء النساء لم يكتبن في جرائدهن.
كانت الكاتبة شارلوت بادن أول امرأة في الدنمارك نشرت مقالات في الصحف الدنماركية، التي شاركت من حين لآخر في الجريدة الأسبوعية مورجنبوست منذ عام 1786 إلى 1793. في عام 1845، أصبحت ماري أرنيسن أول امرأة تشارك في الجدل السياسي العام في صحيفة دنماركية، ومنذ الخمسينيات، أصبح من الشائع أن تشارك المرأة في النقاش العام أو تساهم بمقال عرضي: من بينهم كارولين تستمان، التي كتبت مقالات السفر، وثيليا شوارتز، التي كانت شخصية معروفة في وسائل الإعلام من خلال مشاركتها في النقاش في الصحف بين عامي 1849 و 1871. في سبعينيات القرن التاسع عشر، بدأت الحركة النسائية ونشرت مقالات خاصة بها، من قِبل محررات نسائية وصحفيات.
ولكن حتى ثمانينات القرن التاسع عشر، بدأت النساء ينشطن مهنياً في الصحافة الدنماركية، ومن المرجح أن تصبح صوفي هورتن (1848-1927)
أول امرأة تدعم نفسها كصحافية محترفة عندما كانت تعمل في جريدة سورو أمستيدنده في عام 1888. وكانت لولو لاسين، التي عملت في جريدة البوليتيكين في عام 1910، أول صحفية مهنية نسائية وصحافية رائدة في مجال العلوم، كما يمكن القول بأنها أول امرأة معروفة على المستوى القومي في هذه المهنة. في عام 1912، اشترك ثماني نساء أعضاء، خمسة في النادي الصحفي رابطة كوبنهاغن (جمعية الصحفيين في كوبنهاغن) وايضا مُجمل 35 امرأة عملن كصحفيات في الدنمارك.

### كينيا
شاركت كاجور غاشاش، رئيسة تحرير جريدة هوستيل، في طبعة وينديزداي، وهي صحيفة وطنية في كينيا.
شاركت كريستين كويش، رئيسة تحرير حواء (ايف)، في طبعة السبت من جريدة ذا ستاندرد، وهي صحيفة وطنية في كينيا.
شاركت جوديث موبوبيا، محررة يوم الأحد في ذا ستاندرد، وهي صحيفة وطنية في كينيا.

### فنلندا
كانت الصحافية والمحررة السويديه كاثرينا أهلغرين، على الأرجح، أول صحفية ومحررة في مقاطعة فنلندا السويدية حينما نشرت مقالتها الخاصة بها، وهي باللغة السويدية «أوم أت رات بهيجا» في عام 1782، والتي كانت أيضًا من بين أولى الصحف في فنلندا.
تقليديًا، يُشار إلى أول صحفية باسم فريدريكا رونبيرج، التي كتبت قصائد ومقالات في هلسنكي مورجونبلاد تحت اسم زوجها يوهان لودفيج رونبيرج في (الثمانينيات) عام 1830. كانت أول امرأة فنلندينية تعمل كصحفية في فنلندا تحت اسمها الحقيقي هي أديلايد إرنروث، التي كتبت في هلسنغفورز داجبلاد وهوفودستادبلادليت لمدة 35 عام، منذ عام 1869 فصاعدًا.

### فرنسا

آن-مارغريت بيتيت دونير

تُعرف آن مارغريت بيتيت دونير (1663–1719) كواحدة من أشهر الصحفيات الإناث في القرن الثامن عشر في أوروبا. قُرأت تقاريرها عن المفاوضات المؤدية إلى معاهدة أوتريخت في جميع أنحاء أوروبا واعجبت بالتمييز الذي أفادت به عن شائعة القيل والقال.

### النرويج
كانت أول صحفية في النرويج هي بيرغيث كوهلي، التي نشرت الصحيفة المحلية في مقاطعة بيرغن بين عامي 1794 و 1795.
شاركت النساء بمقالات في الصحافة خلال القرن التاسع عشر، لا سيما في أقسام الثقافة والمترجمين، لا سيما المجدلية ثورين، التي تمت الإشارة إليها على أنها صحفية مبكرة: من 1856، ماري كولبان (1814-1884) عاشت في باريس، حيث كتبت مقالات لمورجنبلاديت ومجلة الأخبار المصور الوستريت نيودسبيل، والتي يمكن اعتبارها أول مراسلة أجنبية في الصحافة النرويجية.
وكان من بين الرائدات الأخريات ويلهيلمين جولوسن، محرر صحيفة الثقافة فيجارو في عام 1882-1883، وإليزابيث شوين، محرر مجلة الأسرة فاميلي ميوزيم في عام 1878، وصحفي بيرغنسبوستن وأفتنبوستين.
كانت الصحفية النرويجية «نيرويجان» في العاصمة أوسلو لديها أول مراسلتين وهما ماري ماثيسين في داغسبوستن عام 1897، وآنا هفوسليف في أفتنبوستين في عام 1898: أصبحت الأولى أول امرأة في أوسلو اوركستراكلوب (رابطة الصحفيين في أوسلو) في عام 1902.

### بولندا
في عام 1822، أصبحت واندا ماليكا (1800-1860) أول ناشرة صحفية في بولندا عندما نشرت برونيسلاف (أعقبها في عام 1826 - 31 من قِبل ويبور رومانسوو)؛ كانت في عام 1818-1920 محررة يدوية، حيث نشرت دومونيك، وكانت أيضا صحفية رائدة، ونشرت عدّة مقالات في واندا.

### السويد
في السويد، نشرت ماريا ماتراس، والمعروفة باسم «ن. وانكيجفس انكا»، الورقة العادية في ستوكهولم فيسك بوستدجديندر في عام 1690-1695، ولكن من غير المعروف إذا كانت قد كتبت في الصحيفة أيضًا أم لا.

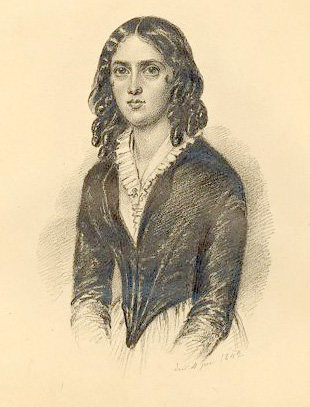
وينديلا حبيبي، رُسمت الصورة بواسطة ماريا رول 1842

أصبحت مارجريتا موما أول صحفية ورئيسة تحرير تم تعيينها كمحررة لجريدة المقالات السياسية، الأتصال بين اريدج سكيجا اوتش وابوكانت فرونتيمبرس سكوجا في عام 1738. خلال القرن الثامن عشر، تم نشر العديد من المجلات الدورية التي تدور حول النساء ومن قِبل النساء، ولكن كونهن نساء عادةً ما يتم نشرهن تحت اسم مستعار، نادرًا ما يمكن تحديده: واحدة من القلائل التي تم تحديدها هي كاترينا أهلجرين، التي حررت الدورية النسائية النموذجية فريديرن المألوف (النساء الحديثه) في عام 1773. أصبحت رئيسات التحرير النساء شائعات بشكل كبير خلال القرن الثامن عشر عندما تطورت الصحافة في السويد، لا سيما وأن أرملة زوجها الطابع والمحرر بطريقة طبيعية تولت إدارة عمل زوجها المتأخر: كانت آنا هامر، إحدى محررات الصحف النسائية الناجحة والشهيرة آنا هامر روسين، التي أدارت الجريدة الشعبية «هواد الجديد» بين عامي 1773 و 1795.

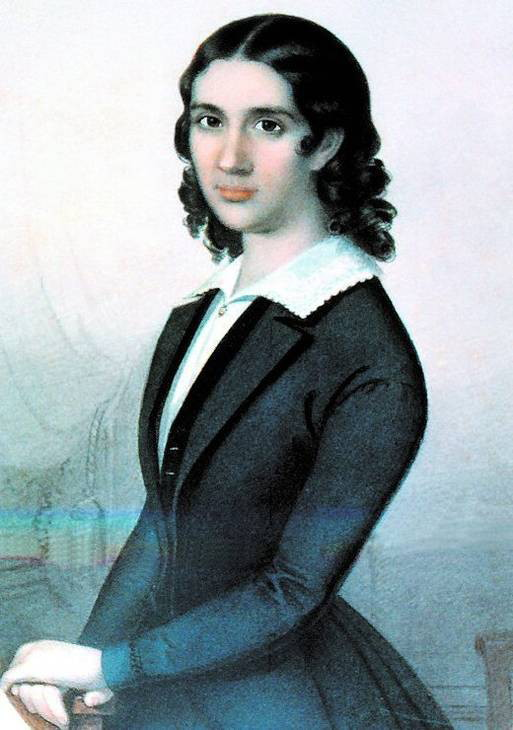
وينديلا حبيبي

لم يبدأ عمل الصحف السويدية حتى القرن التاسع عشر في تقديم موظفين دائمين من زملاء العمل والصحفيين، وهو تطور وضع أول النساء كموظفات دائمات في مكاتب الصحف، والتي يُشار إليها باسم وينديلا هيبب في افتونبلاديت في عامي 1841-1851 وماري صوفي شوارتز في «سفينسكا تيدنينج داجليخت اليهاندا» في عامي 1851-1857. في عام 1858، أصبحت لويز فلادين رائدة مهمة عندما أسست جريدتها الخاصة، وأصبحت أول امرأة تحصل على ترخيص للصحيفة، وألّفت طاقمًا من الموظفات الإناث بالكامل، وأصبحت إيفا براج رائدة مهمة خلال مسيرتها المهنية في الجريدة السويدية اليومية "Göteborgs Handels- och Sjöfartstidning" منذ عام 1865 حتي 1889.

### مصر
```
هند نوفل
 (1860–1920)هي أول امرأة في العالم العربي تنشر مجلة (الفاتنات) فيما يتعلق بقضايا 
المرأة
 فقط.أيضًا زينب فواز صحافية غزيرة أخرى أسست صالون أدبي. هند نوفل (1860-1920), صحفية لبنانية وكانت أول امرأة في العالم العربى تنشر صحيفة تختص بقضايا المرأة فقط. أسست في 20 تشرين الثاني سنة 1892 مجلة الفتاة واستمرت المجلة إلى سنة 1894 .
[
1
]
 كانت هند تتحاشى في مجلتها الشؤون السياسية والدينية وتعمل في حقل واحد هو الدفاع عن المرأة.
```

## الجوائز والمنظمات

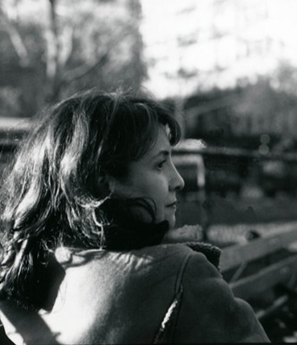
ماريون لينيانا روزنبرغ (1961–2013) ناقدة موسيقية وكاتبة ومترجمة ومذيعة وصحفية.

- جائزة الشجاعة في الصحافة، من المؤسسة الإعلامية الدولية للمرأة
- جائزة الصحفي السياسي للمرأة البريطانية في المملكة المتحدة والتي تهدف إلى «تسليط الضوء على إنجازات النماذج النسائية المتميزة بيننا».[18]
- جائزة يويوري للصحافة، برعاية صندوق المرأة للسلام وحقوق الإنسان
- في عام 2002، كُرمت دائرة بريد الولايات المتحدة أربع صحفيات بارعات، نيللي بيلي، مارجريت هيغينز، إثيل ل. باين وإيدا إم تاربل، مع إصدار أربعة طوابع بريد تذكارية 37.[19]
- ندوة الصحافة والمرأة (JAWS)
- تحالف الصحافيات السينمائيات
- جمعية الصحفيات
- مؤسسة إعلام المرأة الدولية
- الاتحاد الوطني للصحافة النسائية

## روابط خارجية
- International Women's Media Foundation (IWMF)
- The Marshall House, Schuylerville, New York
- Madame Annette – McLean County Museum of History
- Women in Journalism (WIJ) in the UK
- "October%2030,%202008".%20Salon.com.%20Retrieved%202013-07-06. Traister, Rebecca (30 October 2008). "October 30, 2008". Salon.com. Retrieved 2013-07-06.
- http://www.ijpc.org/
- [http://"WAR,%20WOMEN,%20AND%20OPPORTUNITY%20–%20Women%20Come%20to%20the%20Front%20(Library%20of%20Congress%20Exhibition)" "WAR, WOMEN, AND OPPORTUNITY – Women Come to the Front (Library of Congress Exhibition)"]
- [http://"Women%20Come%20to%20the%20Front".%20Lcweb.loc.gov.%2027%20July%202010.%20Retrieved%202013-07-06. "Women Come to the Front". Lcweb.loc.gov. 27 July 2010. Retrieved 2013-07-06.]
- "Women%20In%20Journalism"%20(October%2031,%201998)%20at%20the%20Wayback%20Machine%20(archived%207%20November%202006) [2] "Women In Journalism" (October 31, 1998) at the Wayback Machine (archived 7 November 2006)
- "Women%20In%20Journalism"%20(October%2031,%201998)%20at%20the%20Wayback%20Machine%20(archived%207%20November%202006) [2] "Women In Journalism" (October 31, 1998) at the Wayback Machine (archived 7 November 2006)
- [http://"jaws.org".%20jaws.org.%2026%20June%202013.%20Retrieved%202013-07-06. "jaws.org". jaws.org. 26 June 2013. Retrieved 2013-07-06.]
- [http://"Women%20in%20Journalism:%20Newspaper%20Milestones:%20New%20York%20Newspapers:%20New%20York%20State%20Library".%20Nysl.nysed.gov.%20Retrieved%202013-07-06. "Women in Journalism: Newspaper Milestones: New York Newspapers: New York State Library". Nysl.nysed.gov. Retrieved 2013-07-06.]